# Încasări ale filmelor românești (2014-2016)
== 2016 ==
Lista filmelor românești lansate în anul 2016, afișate în ordinea încasarilor la Box Office.
| Loc | Titlu                            | Gen      | Încasări în lei | Încasări în dolari | Buget (euro)                                             | Spectatori | Ref      |
| --- | -------------------------------- | -------- | --------------- | ------------------ | -------------------------------------------------------- | ---------- | -------- |
| 1   | Selfie 69                        | Comedie  | 2.676.667       | 664.138            | 900.000                                                  | 150.275    | [ # 1 ]  |
| 2   | Două lozuri                      | Comedie  | 2.438.166       | 593.418            | 30.000                                                   | 133.788    | [ # 2 ]  |
| 3   | Bacalaureat                      | Dramă    | 624.107         | 155.580            | 1,000,000 +                                              | 55.113     | [ # 3 ]  |
| 4   | Câini                            | Western  | 325.714         | 81.412             | 920.000 Arhivat în 2 februarie 2017, la Wayback Machine. | 29.501     | [ # 4 ]  |
| 5   | Sieranevada                      | Dramă    | 298.642         | 74.828             | 1.400.000                                                | 31.535     | [ # 5 ]  |
| 6   | Minte-mă frumos în Centrul Vechi | Romantic | 104.471         |                    |                                                          | 7.019      | [ # 6 ]  |
| 7   | Ilegitim                         | Dramă    | 69.725          |                    |                                                          | 7.638      | [ # 7 ]  |
| 8   | Inimi cicatrizate                | Dramă    | 57.802          |                    |                                                          | 7.250      | [ # 8 ]  |
| 9   | Dincolo de calea ferată          | Dramă    | 26.975          |                    |                                                          | 3.059      | [ # 9 ]  |
| 10  | Miracolul din Tekir              | Mister   | 12.700          |                    |                                                          | 4.353      | [ # 10 ] |
| 11  | 03.ByPass                        | Dramă    | 7.435           |                    |                                                          | 1.438      | [ # 11 ] |
| 12  | Afacerea Est                     | Comedie  | ???             |                    |                                                          | ???        | [ # 12 ] |
| 13  | Dublu                            | Dramă    | ???             |                    |                                                          | ???        | [ # 13 ] |
| 14  | Strada Speranței                 | Animație | ???             |                    |                                                          | ???        | [ # 14 ] |
| 15  | Tudo                             | Thriller | ???             |                    |                                                          | ???        | [ # 15 ] |

## 2015
Lista filmelor românești lansate în anul 2015, afișate în ordinea încasarilor la Box Office.
| Loc | Titlu                           | Gen      | Încasări în lei | Spectatori | Ref      |
| --- | ------------------------------- | -------- | --------------- | ---------- | -------- |
|     | Aferim!                         | Istoric  | 912.022         | 77.109     | [ # 16 ] |
|     | De ce eu?                       | Dramă    | 764.438         | 65.507     | [ # 17 ] |
|     | Lumea e a mea                   | Dramă    | 369.353         | 22.385     | [ # 18 ] |
|     | Poveste de dragoste             | Romantic | 357.399         | 25.348     | [ # 19 ] |
|     | Comoara                         | Dramă    | 109.851         | 10.519     | [ # 20 ] |
|     | București NonStop               | Dramă    | 86.415          | 10.369     | [ # 21 ] |
|     | Cel Ales                        | Dramă    | 49.739          | 2.875      | [ # 22 ] |
|     | Un etaj mai jos                 | Dramă    | 47.153          | 5.727      | [ # 23 ] |
|     | Orizont                         | Thriller | 40.807          | 6.259      | [ # 24 ] |
|     | Autoportretul unei fete cuminți | Familie  | 39.935          | 5.617      | [ # 25 ] |
|     | Live                            | Dramă    | 37.372          | 4.041      | [ # 26 ] |
|     | Acasă la tata                   | Comedie  | 32.576          | 3.363      | [ # 27 ] |
|     | Box                             | Dramă    | 17.112          | 1.767      | [ # 28 ] |
|     | Muntele magic                   | Animație | 4.622           | 1.053      | [ # 29 ] |
|     | Palatul pionierilor             | Dramă    | ???             | ???        | [ # 30 ] |
|     | Doar cu buletinul la Paris      | Comedie  | ???             | ???        | [ # 31 ] |
|     | Be My Cat: A Film for Anne      | Horror   | ???             | ???        | [ # 32 ] |

## 2014
Lista filmelor românești lansate în anul 2014, afișate în ordinea încasarilor la Box Office.
| Loc | Titlu               | Gen     | Încasări în lei | Încasări în dolari | Buget (euro)                                             | Spectatori | Ref      |
| --- | ------------------- | ------- | --------------- | ------------------ | -------------------------------------------------------- | ---------- | -------- |
| 1   | Selfie              | Comedie | 1.147.486       | 355.315            | 900.000                                                  | 102.026    | [ # 33 ] |
| 2   | Mai aproape de lună | Dramă   | 368.332         | 113.665            | 7-8 mil Arhivat în 2 februarie 2017, la Wayback Machine. | 20.135     | [ # 34 ] |